# Fritz Schmidt (hockeyer)
Fritz Schmidt (Mainz, 19 maart 1943 – 12 augustus 2024) was een Duits hockeyer. 
Schmidt nam driemaal deel aan de Olympische Zomerspelen en won in 1972 in eigen land de gouden medaille.
Op de wereldkampioenschappen won Schmidt tweemaal de bronzen medaille.
Schmidt overleed op 81-jarige leeftijd.

## Erelijst
- 1968 – 4e Olympische Spelen in Mexico-Stad
- 1972 –  Olympische Spelen in München
- 1973 –  Wereldkampioenschap in Amstelveen
- 1975 –  Wereldkampioenschap in Kuala Lumpur
- 1976 – 5e Olympische Spelen in Montreal